# 順川市
順川市（スンチョンし）は朝鮮民主主義人民共和国平安南道に属する市。
石炭・石灰などの地下資源に恵まれており、鉱工業が発達している。

## 地理
平安南道の中心部に位置する。南に平城市、東に雲山郡、北に价川市、西北に安州市、西に粛川郡と境を接する。

## 行政区域
21洞・11里を管轄する。
| - 江岸洞（カンアンドン） - 江浦洞（カンポドン） - 金山洞（クムサンドン） - 金川洞（クムチョンドン） - 東巌洞（トンアムドン） - 蓮峯洞（リョンボンドン） - 蓮浦洞（リョンポドン） - 龍岳洞（リョンアクトン） - ポンウ洞（ポンウドン） - 烽火洞（ポンファドン） - 富興洞（プフンドン） - セドク洞（セドクトン） - セマウル洞（セマウルトン） - 石水洞（ソンスドン） - 秀福洞（スボクトン） - 順川洞（スンチョンドン） - 駅前洞（ヨクチョンドン） - 五四洞（オサドン） - 鷹峯洞（ウンボンドン） - 甑山洞（チュンサンドン） - 直洞（チクトン） | - 内南里（ネナムニ） - 龍峯里（リョンボンニ） - 龍池里（リョンジリ） - 北倉里（プクチャンニ） - 西南里（ソナムニ） - 新徳里（シンドンニ） - 新里（シンリ） - 五峯里（オボンニ） - 元上里（ウォンサンニ） - 坪里（ピョンニ） - 豊徳里（プンドンニ） |

## 歴史
日本統治時代の順川郡は、現在の殷山郡、北倉郡・平城市の一部を含んでいた。1910年には商人など3000人余りが、前年に制定された「市場税」に反対し、郡庁舎や駐在所、日本人の店舗を襲撃する暴動事件が起きた。朝鮮戦争時に、この周辺で粛川・順川の戦いが行われた。

### 年表
この節の出典
- 高麗時代 - 静戎郡が置かれた。
- 983年 - 順州防禦使が置かれた。
- 1413年 - 順川郡となった。
- 1895年 - 平壌府順川郡となる（二十三府制）。
- 1896年 - 平安南道順川郡となる（十三道制）。
- 1908年 - 一部が徳川郡・孟山郡に編入。残りの地域が慈山郡・殷山郡と合併して順川郡となる。
- 1914年4月1日 - 郡面併合により、平安南道价川郡の一部(内南面)が順川郡に編入。順川郡に以下の面が成立。(16面)
  - 郡内面・梧雲面・仙沼面・新倉面・密田面・慈山面・豊山面・麟谷面・厚灘面・北倉面・殷山面・済賢面・聖山面・鳳鳴面・龍化面・内南面
- 1929年4月1日 (10面)
  - 郡内面・梧雲面が合併し、順川面が発足。
  - 密田面・龍化面が新倉面に編入。
  - 済賢面・聖山面が殷山面に編入。
  - 豊山面が慈山面に編入。
  - 麟谷面が舎人面に改称。
- 1939年10月1日 (1邑8面)
  - 鳳鳴面が价川郡外東面と合併し、价川郡鳳東面となる。
  - 順川面が順川邑に昇格。
- 1943年 - 新倉面の一部が分立し、密田面が発足。(1邑9面)
- 1949年 - 順川邑が順川面に降格。(10面)
- 1952年12月 - 郡面里統廃合により、平安南道順川郡順川面・内南面・舎人面・厚灘面および慈山面・仙沼面・北倉面の各一部地域をもって、順川郡を設置。順川郡に以下の邑・里が成立。(1邑31里)
  - 順川邑・倉里・龍峯里・元上里・江浦里・坪里・金川里・北倉里・龍岳里・五峯里・龍巌里・内南里・鷹峯里・新徳里・龍池里・慈母里・雲興里・豊徳里・栢松里・古泉里・慈山里・蓮浦里・東巌里・鳳鶴里・舎人里・青玉里・㯖山里・和浦里・月浦里・厚灘里・三龍里・新興里
- 1953年12月 (1邑31里)
  - 倉里が順川邑に編入。
  - 龍巌里が价川郡に編入。
  - 江浦里の一部が分立し、銭山里が発足。
  - 新興里の一部が分立し、新里が発足。
- 1958年 (1邑30里)
  - 銭山里が順川邑・金川里に分割編入。
  - 坪里の一部が順川邑に編入。
- 1965年 (1邑1労働者区26里)
  - 鳳鶴里・舎人里・㯖山里が新設の平城区に編入。
  - 蓮浦里が蓮浦労働者区に昇格。
- 1967年 (1邑1労働者区22里)
  - 月浦里・三龍里・厚灘里・青玉里が平城区に編入。
  - 龍池里の一部が豊徳里に編入。
- 1974年5月 (1邑6労働者区31里)
  - 殷山郡殷山邑・富山労働者区・甑山里・聖山里・天聖労働者区・九峯労働者区・密田里・東三里・柳井里・水源里・新倉里・望日里・修徳里・延合里・首陽里・済賢里・西南里・榟洞労働者区・龍化里および崇化里の一部を編入。
  - 慈山里・古泉里・栢松里・和浦里・雲興里・慈母里が平城市に編入。
  - 殷山邑が殷山労働者区に降格。
- 1977年 (1邑7労働者区30里)
  - 望日里の一部が龍化里に編入。
  - 聖山里が聖山労働者区に昇格。
- 1983年10月 - 順川郡が順川市に昇格。(22洞24里)
  - 順川邑が分割され、順川洞・秀福洞・セドク洞・金山洞が発足。
  - 富山労働者区が分割され、直洞・富興洞が発足。
  - 殷山労働者区が長鮮洞に昇格。
  - 榟洞労働者区が榟洞に昇格。
  - 天聖労働者区が天聖洞に昇格。
  - 九峯労働者区が九峯洞に昇格。
  - 聖山労働者区が分割され、聖山洞・五四洞・鶴山洞が発足。
  - 蓮浦労働者区が分割され、蓮浦洞・烽火洞・蓮峯洞が発足。
  - 東巌里が東巌洞に昇格。
  - 甑山里が甑山洞に昇格。
  - 鷹峯里が鷹峯洞に昇格。
  - 金川里が金川洞に昇格。
  - 龍岳里が龍岳洞に昇格。
  - 首陽里が首陽洞に昇格。
- 1989年 (28洞23里)
  - 秀福洞の一部が分立し、江岸洞が発足。
  - 蓮峯洞・長鮮洞の各一部が合併し、ポンウ洞が発足。
  - 長鮮洞の一部が分立し、殷山洞が発足。
  - 江浦里が分割され、石水洞・江浦洞が発足。
  - 崇化里の一部が分立し、殷浦洞が発足。
- 1992年1月 (19洞12里)
  - 殷山洞・榟洞・済賢里・崇化里・殷浦洞・首陽洞・延合里・龍化里・修徳里・望日里・新倉里・水源里・柳井里・東三里・密田里・九峯洞・天聖洞・直洞・富興洞および長鮮洞・ポンウ洞の各一部が新設の殷山郡に編入。
  - 長鮮洞の残部がポンウ洞に編入。
- 1992年12月 - 殷山郡直洞労働者区・富興労働者区を編入。(21洞12里)
  - 直洞労働者区が直洞に昇格。
  - 富興労働者区が富興洞に昇格。
- 1993年 - セドク洞・順川洞・坪里の各一部が合併し、駅前洞が発足。(22洞12里)
- 1995年 - 聖山洞・鶴山洞が殷山郡に編入。(20洞12里)
- 1997年8月 (21洞11里)
  - 直洞・富興洞の各一部が合併し、セマウル洞が発足。
  - 新興里が新設の雲谷地区に編入。

## 施設
- 順川セメント連合企業所
- 順川石灰窒素肥料工場
- 順川ビナロン連合企業所

## 交通
- 平羅線
  - 慈山駅 - 順川駅 - 新蓮浦駅
- 満浦線
  - 順川駅 - 中坪駅
- 戴建線
  - 新蓮浦駅 - 戴建駅 - 甑山里駅 - 龍岳駅 - 草坪駅 - 三所駅
- 殷山線
  - 戴建駅
- 直洞炭鉱線
  - 戴建駅 - 富山里駅 - 富興駅 - 直洞炭鉱駅
- 慕鶴線
  - 戴建駅 - 慕鶴駅